# Кенигсдорф (Баварска)
Кенигсдорф (њем. Königsdorf) општина је у њемачкој савезној држави Баварска. Једно је од 21 општинског средишта округа Бад Телц-Волфратсхаузен. Према процјени из 2010. у општини је живјело 2.909 становника. Посједује регионалну шифру (AGS) 9173134.

## Географски и демографски подаци
Кенигсдорф се налази у савезној држави Баварска у округу Бад Телц-Волфратсхаузен. Општина се налази на надморској висини од 625 метара. Површина општине износи 45,7 km². У самом мјесту је, према процјени из 2010. године, живјело 2.909 становника. Просјечна густина становништва износи 64 становника/km².